# کامرفورشت

جایگاه کامرفورشت در نقشه‌ی آلمان و ایالت تورینگن

کامرفورشت (به آلمانی: Kammerforst) یک شهر در آلمان است که در تورینگن واقع شده‌است. کامرفورشت ۸۸۴ نفر جمعیت دارد.